# Simon Baker (lekkoatleta)
Simon Francis Baker (ur. 6 lutego 1958 w Melbourne) – australijski lekkoatleta, chodziarz, mistrz igrzysk Wspólnoty Narodów w 1986, czterokrotny olimpijczyk.

## Kariera sportowa
Zajął 29. miejsce w chodzie na 20 kilometrów na mistrzostwach świata w 1983 w Helsinkach, 14. miejsce na tym dystansie na igrzyskach olimpijskich w 1984 w Los Angeles oraz 9. miejsce, również w chodzie na 20 kilometrów, na uniwersjadzie w 1985 w Kobe.
Zdobył złoty medal w chodzie na 30 kilometrów na igrzyskach Wspólnoty Narodów w 1986 w Edynburgu, wyprzedzając Guillaume’a Leblanca z Kanady i Iana McCombie z Anglii. Zajął 24. miejsce w chodzie na 20 kilometrów na mistrzostwach świata w 1987 w Rzymie. Na igrzyskach olimpijskich w 1988 w Seulu Baker zajął 6. miejsce w chodzie na 50 kilometrów i 11. miejsce w chodzie na 20 kilometrów, a na halowych mistrzostwach świata w 1989 w Budapeszcie 7. miejsce w chodzie na 5000 metrów. Zajął 7. miejsce w chodzie na 30 kilometrów na igrzyskach Wspólnoty Narodów w 1990 w Auckland, a na mistrzostwach świata w 1991 w Tokio nie ukończył chodu na 50 kilometrów.
Zajął 19. miejsce w chodzie na 50 kilometrów na igrzyskach olimpijskich w 1992 w Barcelonie oraz 14. miejsce, również w chodzie na 50 kilometrów, na mistrzostwach świata w 1993 w Stuttgarcie. Na igrzyskach Wspólnoty Narodów w 1994 w Victorii zajął 6. miejsce w chodzie na 30 kilometrów, a na igrzyskach olimpijskich w 1996 w Atlancie został zdyskwalifikowany w chodzie na 50 kilometrów.
Odnosił znaczące sukcesy w pucharze świata. Zwyciężył na dystansie 50 kilometrów w 1989 w L’Hospitalet oraz zajął 2. miejsce na tym dystansie w 1991 w San Jose. W pozostałych startach zajął następujące miejsca: 1983 w Bergen (20 km) – 14. miejsce, 1985 w St John’s (20 km) – 12. miejsce, 1987 w Nowym Jorku (20 km) – 11. miejsce i 1993 w Monterrey (50 km) – 7. miejsce.
Mistrz Australii w chodzie na 5000 metrów w 1987/1988 i 1988/1989, w chodzie na 20 kilometrów w 1985 i 1898 oraz w chodzie na 50 kilometrów w 1989, wicemistrz w chodzie na 5000 metrów w 1982/1983, 1984/1985, 1985/1986, 1986/1987 i 1991/1992, w chodzie na 20 kilometrów w 1983 oraz w chodzie na 30 kilometrów w 1986 i 1994, a także brązowy medalista w chodzie na 5000 metrów w 1983/1984, 1989/1990, 1992/1993 i 1993/1994, w chodzie na 20 kilometrów w 1984 i 1990 oraz w chodzie na 30 kilometrów w 1998.
9 września 1990 w Melbourne ustanowił aktualny do tej pory (października 2020) rekord Australii i Oceanii w chodzie na 50 000 metrów (na bieżni) wynikiem 3:43:50,0.

## Rekordy życiowe
Simon Baker miał następujące rekordy życiowe:
- chód na 5000 metrów – 20:51,48 (19 marca 1983, Melbourne)
- chód na 20 kilometrów – 1:21:09 (27 sierpnia 1988, Canberra)
- chód na 30 000 metrów – 2:14:22,0 (9 września 1990, Melbourne)
- chód na 50 000 metrów – 3:43:50,0 (9 września 1990, Melbourne)
- chód na 50 kilometrów – 3:43:13 (28 maja 1989, L’Hospitalet)